# アタックゾイド
アタックゾイドは、タカラトミー（旧トミー）から発売されている『ゾイド』シリーズに登場する玩具、および架空の兵器。製作はトミーだが、元は1987年に食玩として森永製菓から第一弾・第二弾の16種類が発売されていた。ゾイドシリーズと同じ1/72スケールで展開し、パイロット着脱、商品によってはハードポイントを介した通常ゾイドへの搭載などのギミックを有する。
2000年にはトミーの系列会社ユージンからカプセルトイ『コマンドゾイド』として発売。収録内容は前述の「アタックゾイド」からの復刻がメインで、同シリーズ第二弾においては新規キットが2種類収録された。また、2003年には当時運営されていた公式通販サイト『ZOIDS CORE ドットコム』にてキャンペーン品として配布されていた。

## キット概要
商品は森永製菓から『メカ生体ゾイド チョコスナック アタックゾイド』という商品名で発売された。第一弾は1987年に北海道、東北、四国、九州、中国地方で先行販売され、同年8月に全国発売された。また、第二弾も同年8月に北海道、東北、四国、九州、中国地方で先行販売されている。
| アタックゾイドのラインナップ一覧 | アタックゾイドのラインナップ一覧 | アタックゾイドのラインナップ一覧 | アタックゾイドのラインナップ一覧 | アタックゾイドのラインナップ一覧 | アタックゾイドのラインナップ一覧 |
| 名称                             | モチーフ                         | 所属                             | 発売日                           | 発売元                           | 備考 |
| -------------------------------- | -------------------------------- | -------------------------------- | -------------------------------- | -------------------------------- | --- |
| ショットダイル                   | カンガルー型                     | ヘリック共和国                   | 1987年                           | 森永製菓                         | 第一弾収録。腕と足の付け根、首、尻尾が可動し、底面に凹型ジョイントがあり、他のゾイドとドッキング可能。                                                 |
| シーバトラス                     | カブトガニ型                     | ヘリック共和国                   | 1987年                           | 森永製菓                         | 第一弾収録。爪と尻尾、2連砲が可動し、底面に凹型ジョイントがあり、他のゾイドとドッキング可能。                                                          |
| カマキラー                       | カマキリ型                       | ヘリック共和国                   | 1987年                           | 森永製菓                         | 第一弾収録。腕と足の付け根、首、上半身が可動し、底面に凹型ジョイントがあり、他のゾイドとドッキング可能。                                               |
| キャノッサ                       | 鳥型                             | ヘリック共和国                   | 1987年                           | 森永製菓                         | 第一弾収録。翼、首と足の付け根、座席が可動し、着陸状態が再現できるが、底面ジョイントがなく、他のゾイドとドッキング出来ない。                           |
| ハイパーシザース                 | ザリガニ型                       | ヘリック共和国                   | 1987年                           | 森永製菓                         | 第二弾収録。腕と足の付け根、尻尾が可動するが、底面ジョイントがなく、他のゾイドとドッキング出来ない。                                                   |
| サラディン                       | アルマジロ型                     | ヘリック共和国                   | 1987年                           | 森永製菓                         | 第二弾収録。首、頭部先端の銃が可動する他、足の付け根も前後に可動。底面ジョイントがなく、他のゾイドとドッキング出来ない。                               |
| ウォータースパイダー             | アメンボ型                       | ヘリック共和国                   | 1987年                           | 森永製菓                         | 第二弾収録。足の付け根、足首が可動し、背部装甲は大きく開くことが出来るが、底面ジョイントがなく、他のゾイドとドッキング出来ない。                       |
| クロスウイング                   | トンボ型                         | ヘリック共和国                   | 1987年                           | 森永製菓                         | 第二弾収録。翼と足の付け根、尻尾が可動し、翼は後方に畳むことも、X字を描くこともできるが、底面ジョイントがなく、他のゾイドとドッキング出来ない。        |
| シルバーコング                   | ゴリラ型                         | ゼネバス帝国                     | 1987年                           | 森永製菓                         | 第一弾収録。腕の付け根、肘、手首が可動。足の付け根、首も可動する。底面に凹型ジョイントがあり、他のゾイドとドッキング可能。                             |
| ゴリアテ                         | カタツムリ型                     | ゼネバス帝国                     | 1987年                           | 森永製菓                         | 第一弾収録。可動ポイントはまったくないが、底面に凹型ジョイントがあり、他のゾイドとドッキング可能。                                                     |
| グラップラー                     | カブトムシ型                     | ゼネバス帝国                     | 1987年                           | 森永製菓                         | 第一弾収録。足の付け根と角の付け根が可動し、底面に凹型ジョイントがあり、他のゾイドとドッキング可能。                                                   |
| ビーシューター                   | ハチ型                           | ゼネバス帝国                     | 1987年                           | 森永製菓                         | 第一弾収録。足と羽の付け根、胴体後部付け根が可動するが、底面ジョイントがなく、他のゾイドとドッキング出来ない。                                         |
| クラブラスター                   | シオマネキ型                     | ゼネバス帝国                     | 1987年                           | 森永製菓                         | 第二弾収録。腕と足の付け根、右のハサミが可動する他、座席が傾き直立モードにもなるが、底面ジョイントがなく、他のゾイドとドッキング出来ない。             |
| ダムバスター                     | コウモリ型                       | ゼネバス帝国                     | 1987年                           | 森永製菓                         | 第二弾収録。座席部分と頭部が45度傾き降着形態になる他、翼と足の付け根も可動。飛行形態も再現可能。底面ジョイントがなく、他のゾイドとドッキング出来ない。 |
| ヘルダイバー                     | シュモクザメ型                   | ゼネバス帝国                     | 1987年                           | 森永製菓                         | 第二弾収録。ヒレの付け根、尻尾が2箇所可動するが、底面ジョイントがなく、他のゾイドとドッキング出来ない。                                                |
| グランドモーラー                 | モグラ型                         | ゼネバス帝国                     | 1987年                           | 森永製菓                         | 第二弾収録。腕と足の付け根、ドリルと爪が可動するが、底面ジョイントがなく、他のゾイドとドッキング出来ない。                                             |

コマンドゾイド
復刻に際し各機の名称を新たに設定し、成型色を変更した。各商品にはヘリック共和国・ガイロス帝国の国章などの両軍共通シールが付属する。
ユージンのカプセルトイにて2000年1月に第一弾が発売。第二弾は同年6月に発売された。
24ゾイドのほか、通常ゾイドの武器となる新規商品の発売も告知されていたが、実現されなかった。
| コマンドゾイドのラインナップ一覧 | コマンドゾイドのラインナップ一覧 | コマンドゾイドのラインナップ一覧 | コマンドゾイドのラインナップ一覧                                                 |
| 名称                             | 発売日                           | 発売元                           | 備考                                                                             |
| -------------------------------- | -------------------------------- | -------------------------------- | -------------------------------------------------------------------------------- |
| アサルトシーカー                 | 2000年2月                        | ユージン                         | シーバトラスの復刻版。後部2連砲が銀塗装されている。                              |
| アタックコング                   | 2000年2月                        | ユージン                         | シルバーコングの復刻版。                                                         |
| ディノチェイス                   | 2000年2月                        | ユージン                         | ショットダイルの復刻版。座席上部が銀塗装されている。                             |
| ランディングシェル               | 2000年2月                        | ユージン                         | ゴリアテの復刻版。                                                               |
| ライトスパイカー                 | 2000年2月                        | ユージン                         | カマキラーの復刻版。鎌部分が銀塗装されている。                                   |
| キャリービー                     | 2000年2月                        | ユージン                         | ビーシューターの復刻版。                                                         |
| ソルディス                       | 2000年2月                        | ユージン                         | キャノッサの復刻版。頭部2連砲が銀塗装されている。                                |
| サイカーチ                       | 2000年2月                        | ユージン                         | グラップラーの復刻版。                                                           |
| プロラバーン                     | 2000年6月                        | ユージン                         | クロスウイングの復刻版。パルスビーム砲が銀塗装されている。                       |
| バトルローバー                   | 2000年6月                        | ユージン                         | 新規造型商品。24ゾイドの同名商品を1/72スケール化。                               |
| エイビー                         | 2000年6月                        | ユージン                         | ハイパーシザースの復刻版。連装ビーム砲が銀塗装されている。                       |
| グライク                         | 2000年6月                        | ユージン                         | クラブラスターの復刻版。                                                         |
| ウォンバム                       | 2000年6月                        | ユージン                         | ダムバスターの復刻版                                                             |
| ゴーレム                         | 2000年6月                        | ユージン                         | 新規造型商品。24ゾイドの同名商品を1/72スケール化。                               |
| サラディン                       | 2003年                           | ZOIDS CORE ドットコム            | 前述のキャンペーン配布品として他の14種と共に復刻。名称はアタックゾイド時と同じ。 |
| ウォータースパイダー             | 2003年                           | ZOIDS CORE ドットコム            | 前述のキャンペーン配布品として他の14種と共に復刻。名称はアタックゾイド時と同じ。 |
| ヘルダイバー                     | 2003年                           | ZOIDS CORE ドットコム            | 前述のキャンペーン配布品として他の14種と共に復刻。名称はアタックゾイド時と同じ。 |
| グランドモーラー                 | 2003年                           | ZOIDS CORE ドットコム            | 前述のキャンペーン配布品として他の14種と共に復刻。名称はアタックゾイド時と同じ。 |

## 設定
索敵やスパイ活動といった任務を想定し開発された。前線での信用が厚い小型ゾイド群であり、整備には特殊な工具や環境を必要としない。1機あたりの攻撃力はより大きなゾイドに劣るため、集団戦、奇襲戦、偵察などで活躍する。コストも低く、アタックゾイドが挙げた戦果は24ゾイド開発の起因となっている。また、アタックゾイドは他の大型ゾイドに積載されて移動、敵地に接近すると離脱し、侵入すると言った任務も可能。一人乗りの小型機であることから、レーダーに補足され辛い利点も有している。旧大戦(中央大陸戦争～第一次大陸間戦争)時代においては基本設計の違いからアタックゾイドは24ゾイドと区分されていたが、第二次大陸間戦争時代においてはコマンドゾイドという総称が存在。同時代には歩兵師団においてヘリック共和国側で5万機、ガイロス帝国軍で12万機が運用されている。また、ネオゼネバス帝国においてもアタックゾイド混成部隊が設けられている。

## 共和国

### ショットダイル
| ショットダイル / ディノチェイス | ショットダイル / ディノチェイス                    |
| ------------------------------- | -------------------------------------------------- |
| 番号                            | RAZ-01（ショットダイル） RZS-003（ディノチェイス） |
| 所属                            | ヘリック共和国                                     |
| 分類                            | カンガルー型                                       |
| 全長                            | 4.3m                                               |
| 全高                            | 3.1m                                               |
| 重量                            | 3.2t                                               |
| 最高速度                        | 210km/h                                            |
| 乗員人数                        | 1名                                                |
| 主な搭乗者                      | フォッカー大尉                                     |

情報収集を得意とし、高いジャンプ力を有する。立体的な格闘戦も可能な機体。俊敏な機動力から偵察部隊に多く配備された。強靭な脚部を生かした格闘戦が得意。

### シーバトラス
| シーバトラス / アサルトシーカー | シーバトラス / アサルトシーカー                    |
| ------------------------------- | -------------------------------------------------- |
| 番号                            | RAZ-03（シーバトラス） RZS-001（アサルトシーカー） |
| 所属                            | ヘリック共和国                                     |
| 分類                            | カブトガニ型                                       |
| 全長                            | 4.5m                                               |
| 全高                            | 0.9m                                               |
| 重量                            | 4.9t                                               |
| 最高速度                        | 水上750kt                                          |
| 乗員人数                        | 1名                                                |
| 主な搭乗者                      | シュルツ伍長                                       |

そのボディ形状からレーダーに捕捉されづらい特性を持つ。水中・空中双方で活動可能。ウルトラザウルスの艦載機としても活躍する。ステルス性に優れ、偵察行動にも多用される水陸両用機。装甲も厚く、対弾性も高い。
作中の活躍
ZAC2041年にはコマンド部隊「ブルーパイレーツ」に配備された機体が活躍。キャノッサ、カマキラー、ショットダイルとともにシーパンツァーを鹵獲し、同部隊の砦「ドクロ岩」に回収する。その後ドクロ岩は帝国軍の追撃を受けるが、ダブルソーダの援護やトラップの奇策によってシーパンツァーごと共和国領への撤収に成功している。
ZAC2100年7月に行われた第二次全面会戦においては西方大陸出身の傭兵たちが搭乗し、ぬかるみや落とし穴といったトラップをしかけディノチェイスやソルディス、ライトスパイカーらとともに帝国軍のゾイドを撃破していった。

### カマキラー
| カマキラー / ライトスパイカー | カマキラー / ライトスパイカー                    |
| ----------------------------- | ------------------------------------------------ |
| 番号                          | RAZ-05（カマキラー） RZS-005（ライトスパイカー） |
| 所属                          | ヘリック共和国                                   |
| 分類                          | 蟷螂型                                           |
| 全長                          | 4.3m                                             |
| 全高                          | 2.8m                                             |
| 重量                          | 3.0t                                             |
| 最高速度                      | 150km/h                                          |
| 乗員人数                      | 1名                                              |
| 主な搭乗者                    | ビッグフット・ジョン軍曹                         |

カマキリ型ゾイド。スパイカーのコンセプトを超小型ゾイドに落とし込んだ格闘専用機種。両手の鎌での格闘戦を得意とする。森林戦の他、市街地での破壊活動にも威力を発揮。
作中の活躍
雑誌『てれびくん』掲載ストーリーではアイアンコングを落とし穴に誘導し、撃破する活躍を見せた。

### キャノッサ
| キャノッサ / ソルディス | キャノッサ / ソルディス                    |
| ----------------------- | ------------------------------------------ |
| 番号                    | RAZ-07（キャノッサ） RZS-007（ソルディス） |
| 所属                    | ヘリック共和国                             |
| 分類                    | 鳥型                                       |
| 全長                    | 3.9m                                       |
| 全高                    | 1.4m                                       |
| 翼長                    | 5.8m                                       |
| 重量                    | 2.8t                                       |
| 最高速度                | M1.5                                       |
| 乗員人数                | 1名                                        |
| 主な搭乗者              | オズベルト中尉                             |

空中での格闘戦を得意とする。飛行能力に優れた超小型戦闘機。飛行ゾイド補佐の他、連絡機としても使用される。超小型の軽戦闘機として航空基地には必ずといって良いほど配備されている傑作機。

### ハイパーシザース
| ハイパーシザース / エイビー | ハイパーシザース / エイビー                    |
| --------------------------- | ---------------------------------------------- |
| 番号                        | RAZ-09（ハイパーシザース） RZS-009（エイビー） |
| 所属                        | ヘリック共和国                                 |
| 分類                        | ザリガニ型                                     |
| 全長                        | 5.8m                                           |
| 全高                        | 1.0m                                           |
| 重量                        | 3.8t                                           |
| 最高速度                    | 90km/h                                         |
| 武装                        | 連装ビーム砲                                   |
| 乗員人数                    | 1名                                            |

エビ（ザリガニ）型ゾイド。川や沼などの湿地戦に向いた機体であり、バリゲーターと共にゲリラ戦を得意とする。連装ビーム砲と、鋼鉄をも切り裂くシザーを備え、また水中だけでなく水上を航行する能力も有する。格闘戦を得意とした水陸両用の超小型ゾイドで、帝国軍クラブラスターのライバル。

### クロスウィング
| クロスウィング / プロラバーン | クロスウィング / プロラバーン                    |
| ----------------------------- | ------------------------------------------------ |
| 番号                          | RAZ-11（クロスウイング） RZS-011（プロラバーン） |
| 所属                          | ヘリック共和国                                   |
| 分類                          | トンボ型                                         |
| 全長                          | 5.9m                                             |
| 全高                          | 1.5m                                             |
| 重量                          | 2.5t                                             |
| 最高速度                      | M0.9                                             |
| 武装                          | パルスビーム砲                                   |
| 乗員人数                      | 1名                                              |

トンボ型ゾイド。垂直離着陸も出来、低速度での飛行も可能なため、物資の空輸や偵察に威力を発揮。良好な空中停滞能力を誇り、主に地上攻撃に多用された軽戦闘機。
デザインは24ゾイド用に描き起されたものを転用したもの。
作中の活躍
雑誌『てれびくん』掲載のストーリーでは6機のクロスウイングでシールドライガーを空輸し、グレートサーベルを擁する帝国基地を奇襲した。

### ウォータースパイダー
| ウォータースパイダー | ウォータースパイダー |
| -------------------- | -------------------- |
| 番号                 | RAZ-01               |
| 所属                 | ヘリック共和国       |
| 分類                 | アメンボ型           |
| 全長                 | 5.3m                 |
| 全高                 | 1.9m                 |
| 重量                 | 2.7t                 |
| 最高速度             | 水上600km/h          |
| 武装                 | パルスビーム砲       |
| 乗員人数             | 1名                  |

アメンボ型ゾイド。水上を高速移動する能力を持ち、一撃離脱戦法を得意とする特殊ゾイド。

### サラディン
| サラディン | サラディン     |
| ---------- | -------------- |
| 番号       | RAZ-01         |
| 所属       | ヘリック共和国 |
| 分類       | アルマジロ型   |
| 全長       | 5.5m           |
| 全高       | 1.8m           |
| 全幅       | 不明           |
| 重量       | 6.5t           |
| 最高速度   | 120km/h        |
| 乗員人数   | 1名            |

超合金とセラミック製の装甲の頑強な装甲を持つ。
作中の活躍
暗黒軍のデッドボーダーやヘルディガンナーが襲撃した際にマッドサンダーやシールドライガー・マークII、ディバイソン、カノンフォートとともに迎撃する機体としてサラディンの姿が確認できる。

## 帝国

### シルバーコング
| シルバーコング / アタックコング | シルバーコング / アタックコング                    |
| ------------------------------- | -------------------------------------------------- |
| 番号                            | EAZ-02（シルバーコング） EZS-002（アタックコング） |
| 所属                            | ゼネバス帝国 ガイロス帝国                          |
| 分類                            | ゴリラ型                                           |
| 全長                            | 2.6m                                               |
| 全高                            | 2.4m                                               |
| 全幅                            | 不明                                               |
| 重量                            | 4.4t                                               |
| 最高速度                        | 100km/h                                            |
| 乗員人数                        | 1名                                                |
| 武装                            | 不明                                               |

ゴリラ型ゾイド。装甲擲弾兵師団の格闘戦用超小型ゾイド。クラス最強のパワーを誇る。格闘戦に優れ、そのコンセプトは24ゾイドのゴーレムに受け継がれる。
作中の活躍
『てれびくん』掲載ストーリーにおいてはアイアンコングやハンマーロックとともに部隊を編成し、共和国基地を襲撃した。

### ゴリアテ
| ゴリアテ / ランディングシェル | ゴリアテ / ランディングシェル                    |
| ----------------------------- | ------------------------------------------------ |
| 番号                          | EAZ-04（ゴリアテ） EZS-004（ランディングシェル） |
| 所属                          | ゼネバス帝国 ガイロス帝国                        |
| 分類                          | カタツムリ型                                     |
| 全長                          | 3.1m                                             |
| 全高                          | 2.9m                                             |
| 重量                          | 5.0t                                             |
| 最高速度                      | 120km/h                                          |
| 乗員人数                      | 1名                                              |
| 武装                          | 二連装ビーム砲                                   |

カタツムリ型ゾイド。マルダーの超小型版、その厚い装甲と砲撃力の高さから砂漠戦を得意とする。完全装甲下に置かれた機体構造は生存性も高く、兵士たちの人気も高い。

### グラップラー
| グラップラー / サイカーチ | グラップラー / サイカーチ                    |
| ------------------------- | -------------------------------------------- |
| 番号                      | EAZ-06（グラップラー） EZS-008（サイカーチ） |
| 所属                      | ゼネバス帝国 ガイロス帝国                    |
| 分類                      | カブトムシ型                                 |
| 全長                      | 5.8m                                         |
| 全高                      | 1.6m                                         |
| 重量                      | 3.4t                                         |
| 最高速度                  | 110km/h                                      |
| 乗員人数                  | 1名                                          |

カブトムシ型ゾイド。サイカーチスの超小型版。陸上での巨大な角を使った格闘戦が得意だが、飛行能力も持っている。森林戦や山岳地帯での砲撃戦にも対応する

### ビーシューター
| ビーシューター / キャリービー | ビーシューター / キャリービー                    |
| ----------------------------- | ------------------------------------------------ |
| 番号                          | EAZ-08（ビーシューター） EZS-006（キャリービー） |
| 所属                          | ゼネバス帝国 ガイロス帝国                        |
| 分類                          | 蜂型                                             |
| 全長                          | 4.5m                                             |
| 全高                          | 1.8m                                             |
| 重量                          | 2.8t                                             |
| 最高速度                      | M1.9                                             |
| 乗員人数                      | 1名                                              |
| 武装・装備                    | ビームニードル                                   |
| 主な搭乗者                    | ハンナ・ハンナ(機獣新世紀ZOIDS)                  |

ハチ型ゾイド。空中での機動力に優れた高機動攻撃機。尾のビームニードルによる一撃離脱戦法を得意とし、その威力は中型ゾイドをも仕留める。

### クラブラスター
| クラブラスター / グライク | クラブラスター / グライク                    |
| ------------------------- | -------------------------------------------- |
| 番号                      | EAZ-10（クラブラスター） EZS-010（グライク） |
| 所属                      | ゼネバス帝国 ガイロス帝国                    |
| 分類                      | シオマネキ型                                 |
| 全長                      | 2.8m                                         |
| 全高                      | 2.0m                                         |
| 重量                      | 3.8t                                         |
| 最高速度                  | 100km/h                                      |
| 武装・装備                | メルトバブル                                 |
| 乗員人数                  | 1名                                          |

シオマネキ型ゾイド。特殊な溶解液「メルトバブル」で敵の動きを止め、巨大な鋏で切り裂く特殊ゾイド。海辺での戦闘を得意とし、機動性と格闘能力に優れる水陸両用超小型機。

### ダムバスター
| ダムバスター / ウォンバム | ダムバスター / ウォンバム                    |
| ------------------------- | -------------------------------------------- |
| 番号                      | EAZ-12（ダムバスター） EZS-012（ウォンバム） |
| 所属                      | ゼネバス帝国 ガイロス帝国                    |
| 分類                      | コウモリ型                                   |
| 全長                      | 2.9m                                         |
| 全高                      | 2.9m                                         |
| 重量                      | 3.0t                                         |
| 最高速度                  | M0.8                                         |
| 乗員人数                  | 1名                                          |
| 武装・装備                | ソニックブラスター 超音波レーダー            |

コウモリ型ゾイド。超音波レーダーを装備し、夜間戦闘では無敵を誇る軽戦闘機。広範囲攻撃のソニックブラスターを搭載、格闘戦も得意な夜間攻撃機。

### ヘルダイバー
| ヘルダイバー | ヘルダイバー              |
| ------------ | ------------------------- |
| 番号         | EAZ-14                    |
| 所属         | ゼネバス帝国              |
| 分類         | シュモクザメ型            |
| 全長         | 6.6m                      |
| 全高         | 2.0m                      |
| 重量         | 2.9t                      |
| 最高速度     | 80kn                      |
| 武装・装備   | ヘッドカッター 超小型魚雷 |
| 乗員人数     | 1名                       |

シュモクザメ型ゾイド。高性能ソナーを搭載し、高威力の魚雷で敵を仕留める水中戦用超小型機。
作中の活躍
『てれびくん』掲載ストーリーにおいてはブラキオスNEWとともにカノントータスと交戦した。

### グランドモーラー
| グランドモーラー | グランドモーラー          |
| ---------------- | ------------------------- |
| 番号             | EAZ-16                    |
| 所属             | ゼネバス帝国              |
| 分類             | モグラ型                  |
| 全長             | 4.6m                      |
| 全高             | 1.4m                      |
| 重量             | 6.8t                      |
| 最高速度         | 地上 90km/h 地中 40km/h   |
| 武装・装備       | スピンドリル パワーアーム |
| 乗員人数         | 1名                       |

モグラ型ゾイド。頭部先端に装備されたスピンドリルで地中へと潜行することが可能な特殊ゾイド。

### レッドゴーレム
| レッドゴーレム | レッドゴーレム |
| -------------- | -------------- |
| 番号           | 不明           |
| 所属           | ガイロス帝国   |
| 分類           | ゴリラ型       |
| 全長           | 不明           |
| 全高           | 不明           |
| 全幅           | 不明           |
| 重量           | 不明           |
| 最高速度       | 不明           |
| 乗員人数       | 不明           |
| 武装           | 不明           |

特殊部隊に配備されたスペシャルカラーのゴーレム。
月刊コロコロコミック誌2000年3月号ではガイロス帝国の偵察機として共和国基地に潜入、ストームソーダーとブレードライガーの情報収集を行った。